# Islas Pratas

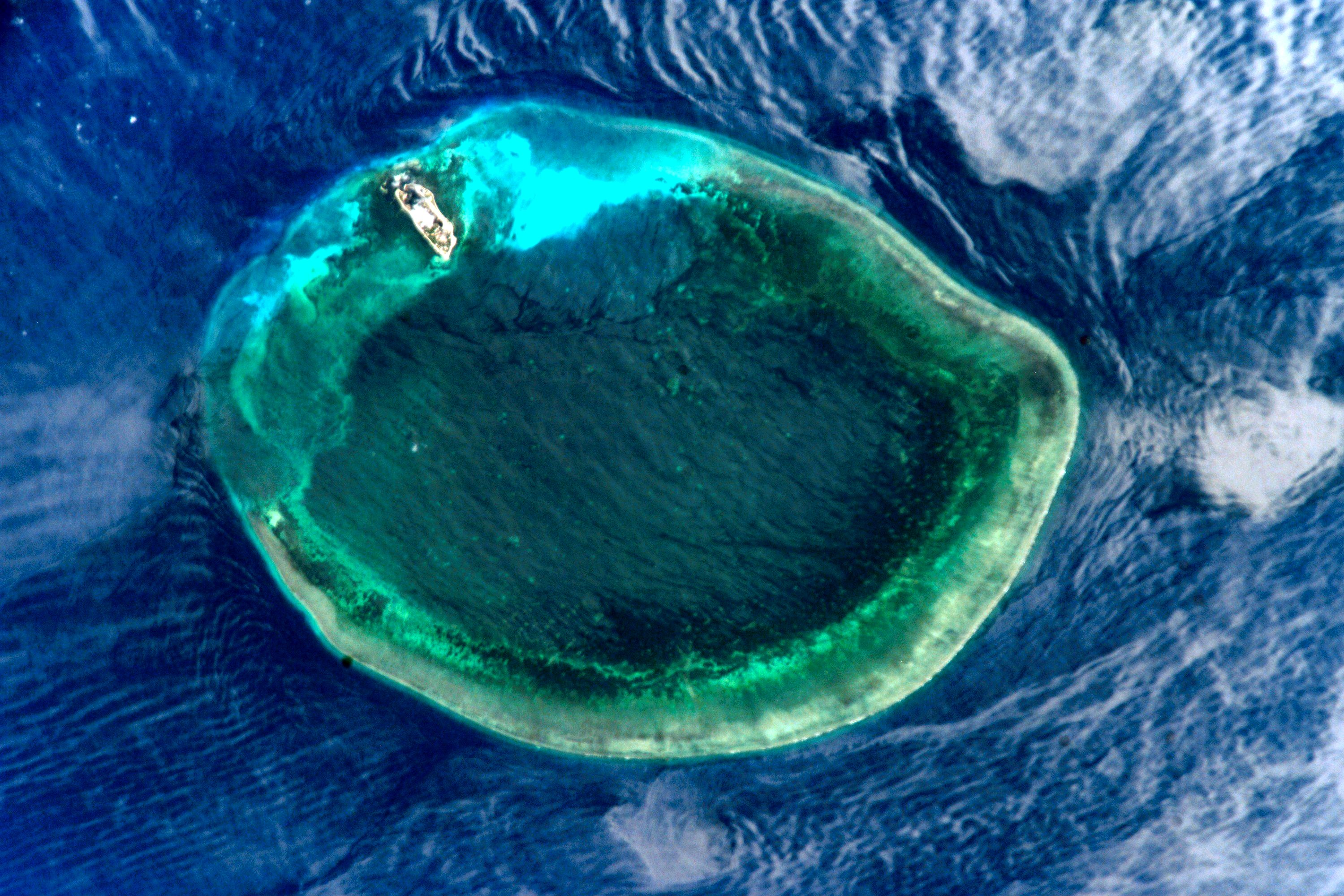
Islas Pratas.

Las islas Pratas o islas Dongsha (chino tradicional: 東沙群島; pinyin: Dongsha Qundao) son tres islas ubicadas al norte del mar de la China Meridional, a 340 km al sudeste de Hong Kong y 850 al sudoeste de Taipéi. Son administradas por la República de China, desde la isla de Taiwán, pero son reclamadas por la República Popular de China como parte de su territorio.
Tiene una extensión de 2,8 km de largo y 0,875 km de ancho. Las islas no tienen población permanente y solo son visitadas por personal militar e investigadores. Entre las principales estructuras están un templo y una placa mediante la que la República de China ejerce su soberanía.
El nombre deriva del portugués Ilhas das Pratas (Islas de las Platas).
En 2012 se estableció la Estación de Investigación Dongsha Atoll de la Universidad Nacional Sun Yat-sen para la investigación en biología, biogeoquímica y oceanografía.

## Historia
Entre 1859 - 1861, hubo correspondencia entre la Oficina Colonial Británica y las autoridades coloniales de Hong Kong sobre la construcción de un faro en la isla principal del atolón. A pesar de una oferta de un empresario británico en Xiamen para construirlo, se decidió que el costo era demasiado alto y el asunto caducó. Está claro a partir de la correspondencia que nadie supuso que el atolón fuera parte de ninguna jurisdicción conocida, por lo que podrían haber sido necesarias negociaciones para garantizar que cualquier construcción fuera legal.
Una consecuencia de esa iniciativa fue que, en 1858, el buque de reconocimiento de la Royal Navy HMS  Saracen completó el primer reconocimiento detallado del atolón, lo que resultó en el Plan del Arrecife y la Isla de Pratas. J. Richards y otros, de abril de  1858, publicado por el Almirantazgo británico. En la carta resultante se proponen tres posiciones para un faro: en la isla Pratas, en la esquina noreste, o en el borde sur cerca de donde HMS Reynardhabía varado. En el ángulo nororiental de la laguna, la carta señala "Anclaje de juncos", lo que indica un uso regular por parte de los pescadores y otras embarcaciones pequeñas que se refugian. La rúbrica de la carta señaló que el calado seguro disponible para las embarcaciones que ingresaban era de solo 15 pies (4,6 m), por lo que estaba restringido solo a embarcaciones relativamente pequeñas.
En 1866, Cuthbert Collingwood (naturalista) visitó la Isla Pratas y posteriormente publicó una descripción de la misma.
Entre 1908 – 1909, un empresario japonés llamado Nishizawa Yoshizi estableció una estación de recolección de guano. Destruyó la Casa Dawang Joss, cavó tumbas y vertió las cenizas de los huesos de los pescadores chinos en el mar, y cambió el nombre del atolón a "Isla Nishizawa". Después de una confrontación diplomática, se restableció la soberanía china y Nishizawa se retiró, luego de ser compensado por el gobierno provincial de Guangdong y luego de pagar una compensación por la destrucción de un santuario de pescadores chinos.
El personal naval japonés ocupó la isla de Pratas durante la Segunda Guerra Mundial. La Marina japonesa usó la isla como estación meteorológica y puesto de escucha. El 29 de mayo de 1945, a las 10:22 a. m., un grupo de desembarco compuesto por comandos australianos y personal naval estadounidense del submarino USS  Bluegill izó la bandera estadounidense, declaró la isla territorio de los Estados Unidos y la llamó Bluegill Island. El grupo de desembarco destruyó una torre de radio, una estación meteorológica, depósitos de combustible y municiones y varios edificios. No encontraron resistencia porque los japoneses habían dejado la isla antes de la llegada de Bluegill.
La isla Pratas fue luego restaurada a la provincia de Guangdong de la República de China. El 12 de septiembre de 1946, la armada de la República de China se hizo cargo y guarneció la isla de Pratas.
El 6 de junio de 1949, la República de China estableció el Distrito Administrativo Especial de Hainan, que incluía la isla de Pratas.
En el otoño de 1954, el alto político de la República de China, Chiang Ching-kuo, visitó la isla e hizo una inspección.
El 9 de junio de 1960, durante el tifón Mary, el carguero de Hong Kong Shun Lee chocó contra el arrecife Pratas y naufragó. Sus 55 tripulantes se subieron a las balsas salvavidas y fueron rescatados por el USS Yorktown (CV-10).
El 13 de abril de 1996, la jurisdicción del Tribunal de Distrito de Kaohsiung de Taiwán se amplió para incluir la isla Tungsha (isla Pratas).
En mayo de 1999, el alcalde de Kaohsiung, Frank Hsieh , visitó la isla y colgó una placa con la dirección en la estación de servicio de pesca de la isla. El 21 de diciembre de 2000, el presidente de la República de China, Chen Shui-bian, visitó la isla con el alcalde de Kaohsiung, Frank Hsieh. El 28 de julio de 2005, el presidente Chen Shui-bian visitó nuevamente la isla e inauguró el Quinto Escuadrón de Patrulla Marítima de la Administración de la Guardia Costera.
En enero de 2007, el gobierno de la República de China designó el atolón de Pratas como el Parque Nacional del Atolón de Dongsha , el primer parque nacional marino en Taiwán.
El 8 de enero de 2013, se estableció una oficina de Chunghwa Post en la isla de Pratas.
En septiembre de 2020, la República Popular China realizó simulacros aéreos sobre las aguas entre la isla principal de Taiwán y la isla Pratas que invadieron la zona de identificación de defensa aérea de la República de China. Los aviones recibieron advertencias por radio del ejército de la República de China hasta que se fueron.
El 15 de octubre de 2020, un vuelo chárter civil regular de Uni Air tuvo que abandonar su viaje desde la isla principal de Taiwán a la isla de Pratas cuando los controladores de tráfico aéreo de Hong Kong le dijeron al capitán de la aeronave que estaban ocurriendo "actividades peligrosas" por debajo de los 26 000 pies (7.900 m) y que la aeronave de Uni Air no pudo ingresar a la Región de información de vuelo (FIR) de Hong Kong. La transcripción de la conversación entre el piloto y el control de tráfico aéreo fue publicada por la Administración de Aeronáutica Civil de la República de China. Al día siguiente, el ministro de Defensa Nacional de la República de China, Yen Teh-fapidió a la República Popular China que no "interrumpa el orden de la aviación internacional". El 20 de octubre, el subjefe del Estado Mayor de la República de China, el teniente general Li Ting-sheng, visitó la isla de Pratas. Hizo una inspección de las instalaciones de vivienda del personal militar y les dio instrucciones. El 26 de octubre, el mismo avión de Uni Air realizó el vuelo de ida y vuelta entre la isla principal de Taiwán y la isla de Pratas.
El 27 de octubre de 2020, un avión militar Y8 PRC ingresó al espacio aéreo de la República de China entre la isla principal de Taiwán y la isla Pratas por vigésima primera vez ese mes. El 28 de octubre, se le preguntó a Zhu Fenglian de la Oficina de Asuntos de Taiwán de la República Popular China si, a la luz de los ejercicios militares del EPL en Fujian y Guangdong , había o no un plan para tomar la isla Pratas de manos de la República de China. Feng respondió que no tenía que responder preguntas hipotéticas. El 2 de noviembre, ocho aviones de la PLAAF china violaron la zona de identificación de defensa aérea de la República de China sobre una zona de mar cerca de la isla de Pratas. El 3 de noviembre, el avión Y-8 ingresó al ADIZ de la República de China en el área entre la isla principal de Taiwán y la isla Pratas. El 4 de noviembre, el ministro de Defensa Nacional de la República de China, Yen Teh-fa, declaró en una audiencia legislativa que desde enero de 2020, 276 aviones militares de la República Popular China habían entrado en el espacio aéreo entre la isla principal de Taiwán y la isla de Pratas, actividad que Yen asociado con los planes de la República Popular China para crear su propia ADIZ en el Mar de China Meridional. El 6 de diciembre, un avión Y-8 de la fuerza aérea de la República Popular China ingresó a la ADIZ de Taiwán entre la isla principal de Taiwán y la isla de Pratas, el quinto día de diciembre en que un avión militar de la República Popular China ingresó a la ADIZ de Taiwán.

## Geografía
La isla de Pratas se encuentra a 444 km del resto de Kaoshiung, 850 kilómetros al suroeste de Taipéi, 320 kilómetros al sureste de Hong Kong y 260 km al sur de Shantou. Un equipo internacional de investigadores realizó un análisis genético de la población integral de 11 especies marinas muestreadas en la isla. Llegaron a la conclusión de que el atolón de Dongsha es un importante trampolín regional que promueve la conectividad genética entre los arrecifes del Mar de China Meridional, ya que las larvas marinas pueden llegar potencialmente a una gran cantidad de arrecifes en el norte del Mar de China Meridional. La protección de la isla y los arrecifes circundantes por parte del gobierno taiwanés como Parque Nacional Atolón de Dongsha puede, por lo tanto, beneficiar a toda la región.
La isla Pratas tiene 2,8 km de largo y 0,865 km de ancho; es la única característica del grupo sobre el nivel del mar. La isla está formada por atolones de coral y planicies de arrecifes. Matorrales, enredaderas y arbustos cubren parte de la isla; el resto es arena blanca.
En el Journal of Science (abril de 1867) hay un artículo de nueve páginas titulado "La historia natural de la isla Pratas en el mar de China" por el Dr. Cuthbert Collingwood , el naturalista a bordo del HMS  Serpent. Describe lo que se observó, especialmente la vida de las aves, durante una visita de dos días mientras el barco de reconocimiento estaba anclado. Collingwood exploró la isla el 30 de abril de 1866.

## Militar
En noviembre de 2020, unos 500 infantes de marina taiwanesa estaban estacionados en la isla Pratas. La isla tiene una red de búnkeres subterráneos. De acuerdo con las regulaciones actualizadas el 2 de diciembre de 2020, en caso de que se corte la comunicación entre Taiwán continental y la isla Pratas o la isla Taiping (Itu Aba), el oficial local de más alto rango puede tomar la decisión de devolver el fuego a los agresores.
Según una fuente anónima del EPL, los planes creados alrededor de 2010 por China para una zona de identificación de defensa aérea en el Mar de China Meridional incluyen el espacio aéreo de la isla de Pratas.
En la segunda mitad de 2020, los repetidos informes de ejercicios militares chinos y sobrevuelos cerca de la isla se interpretaron como un aparente intento de cortar la línea de suministro entre la isla Pratas y Taiwán continental.

## Asentamiento de la isla de Pratas
Al ser una isla sin habitantes permanentes, es visitada principalmente por pescadores, personal militar e investigadores. Los radioaficionados que participan en los programas de premios DXCC e Islands on the Air también visitan ocasionalmente.

### Puntos de referencia
Después del 1946 se levantó un obelisco.
En 1954, el personal del gobierno de la República de China estacionado en Pratas erigió una placa de piedra en el lado sur de la isla, frente al océano.
El templo Da Wang está dedicado a 'Kuang Kang' y 'La Diosa del Mar del Sur de China' - Mazu . Se dice que la estatua de Guan Gong llegó a la isla de Pratas en una canoa en 1948. Los soldados de la isla de Pratas construyeron un templo para adorarla en 1975. Hoy, la canoa aún se conserva en el templo. Los varitas de incienso y las velas son donados por los soldados, al igual que el letrero dorado colgado frente a la estatua. Hay un pabellón 'Ever Green' frente al templo que también fue construido por los soldados. Es el lugar más verde de la isla.
El Ministro de Asuntos Internos de la República de China erigió la placa de piedra de la Defensa del Mar Meridional de China para declarar la soberanía de la República de China en 1989.
En julio de 1991, el gobierno de la ciudad de Kaohsiung erigió la placa de piedra conmemorativa de medición de la isla de Pratas como símbolo de que la isla de Pratas se encuentra dentro de la jurisdicción de la ciudad de Kaohsiung. Dentro de Kaohsiung, la isla pertenece al distrito de Cijin.
El Gobierno de la República de China estableció el Punto de Referencia de Triangulación como el punto de triangulación para la Isla Pratas en diciembre de 1991. Hay palabras en cada lado de la base de la placa de piedra del punto de triangulación. Leen 'El Punto de Triangulación de Pratas' en el frente, y 'Longitud: 116 o 43" 42.5601'E, Latitud: 20 o 42' 6.2415'N, Altura: 2.4875 metros.' Las palabras 'Defender el Mar de China Meridional', escritas por el comandante, Lo Ben Li, también estaban grabadas en la tablilla de piedra. La página web de la Universidad Nacional Tsing Hua sobre la isla afirma: "Además de hacer que sea más conveniente inspeccionar y dibujar mapas de navegación, y para construir y desarrollar instalaciones en la isla,[92]

### Edificios públicos
La biblioteca está ubicada a un costado de la plaza principal, y es el centro de los soldados para obtener alimento espiritual. La biblioteca contiene más de dos mil libros.
La oficina de correos militar es la Oficina N° 67. El Ministerio de Transporte y Comunicaciones emitió los 'Sellos de mapas de las Islas del Mar Meridional de China' en 1996, como un conjunto de dos sellos. La inscripción 'Defensa del Mar Meridional de China' de la lápida de piedra nacional en la isla de Pratas estaba impresa en el sello de cinco dólares, y la inscripción 'Defender el Mar de China Meridional' de la lápida de piedra nacional en la isla de Taiping estaba impresa en el sello de diecisiete dólares. El fondo era la costa sur de China, Taiwán y la isla de Hainan con el cielo azul y el mar. Esta fue la primera vez que la República de China emitió sellos con el tema del Mar de China Meridional.
En 1987 los ocupantes militares y civiles construyeron la 'Estación de Servicio de Pescadores de Pratas'. La estación fue construida al estilo de una casa con patio tradicional china y brinda servicios convenientes para los pescadores y los barcos en el Mar de China Meridional, lo que garantiza la seguridad de los pescadores y defiende la soberanía de la República de China. Los servicios que brinda incluyen hospedaje, rescate médico, entretenimiento y abastecimiento. La estación también brinda alojamiento a los científicos que vienen a realizar investigaciones en la isla.
En 2012, se estableció la Estación de Investigación del Atolón Dongsha (DARS) de la Universidad Sun Yat-sen para la investigación en biología , biogeoquímica y oceanografía.

### Energía
Los generadores de combustible diésel se utilizan para alimentar la isla. En marzo de 2016, entró en funcionamiento un sistema de energía solar construido por la Administración de Guardacostas. El sistema tiene una superficie de 310,6 m² y produce 53.200 kWh de electricidad al año.

### Transporte
El aeropuerto de la isla Dongsha cuenta con una pista ubicada en el extremo norte de la isla Pratas con una pequeña terminal del aeropuerto en el extremo este. El aeropuerto es utilizado por el ejército de la República de China. Una choza principal y una choza subordinada se encuentran en el extremo sureste de la isla.
Cuenta con muelles en la costa sureste que permiten el aterrizaje de pequeñas embarcaciones.